# Ciska Hage
Ciska Hage (Sint-Maartensdijk 29 december 1950) is een Nederlands voormalig wielrenster. Ze is de zus van de bekende wielrensters Keetie van Oosten-Hage, Bella Hage en Heleen Hage en de moeder van Jan van Velzen.
Hage was minder getalenteerd dan haar zussen, maar heeft desondanks enkele jaren op professioneel niveau gekoerst. Er zijn geen overwinningen of ereplaatsen van haar bekend.